# Yaqan nuʔkiy
Yaqan nuʔkiy, aussi appelée Yaqan nukiy ou Bande indienne de Lower Kootenay, est une Première Nation ktunaxa basée près de Creston dans la région d'East Kootenay en Colombie-Britannique, au Canada. Dans le processus des traités de la Colombie-Britannique (en), elle fait partie du Conseil tribal Ktunaxa Kinbasket (en). Sa population est de 244 personnes en 2021.